# El Corbacho

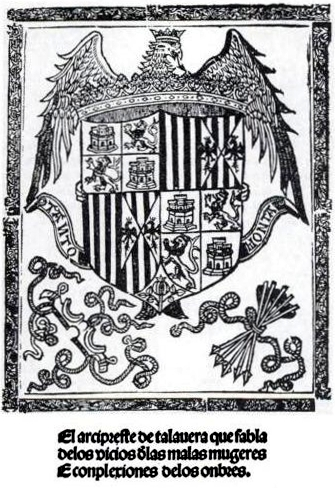
Portada de una edición de 1500.

El Corbacho conocido también como Reprobación del amor mundano o Arcipreste de Talavera  es una invectiva contra el amor mundano y la lujuria acabada en 1438 por Alfonso Martínez de Toledo, arcipreste de Talavera de la Reina
Esta obra pretende prevenir contra las tentaciones del mundo y recomienda el ascetismo, empleando recursos que generalmente se utilizaban desde el púlpito. La historia en su conjunto es considerada como una ilustración de las verdades que el autor desea comunicar. Relacionado con la literatura misógina medieval, el Corbacho se detiene a analizar los defectos de las mujeres y establece conexiones entre la astrología y la medicina de la época (presidida por la teoría de los cuatro humores) y el pecado capital de la lujuria.

## La literatura misógina en España en elsigloXV
La discusión sobre la condición femenina es un lugar común en la religión, la filosofía y la literatura medievales, y por ello aparecen escritos voluminosos y particulares, además de numerosas obras de todo género, desde sermonarios y colecciones de cuentos a la poesía de cancioneros.
Existen antecedentes literarios muy antiguos como los conocidos en la Biblia en el Ars amatoria y en las Sátiras de Juvenal, en las obras contrapuestas de Bocaccio o en los escritos profeministas de Christine de Pisan. La controversia que se tiene en la España del siglo XV fue fruto de un amplio tratamiento literario.
La dura reprobación misógina de Alfonso Martínez de Toledo en el Corbacho produjo una oleada de réplicas en defensa de las mujeres, sobre todo en torno a la reina doña María, la esposa de Juan II, a quien los escritores rinden sus elogios. Entre otros autores se encontraron Juan de Mena quien alaba a otras reinas en su Laberinto de Fortuna en “la orden de Diana” y Diego Valera, quien le dedica a doña María su Tratado en defensa de las virtuosas mujeres.
El debate continuaría a lo largo del siglo XV en densos tratados, penetrando incluso en obras de ficción como Cárcel de amor de Diego de San Pedro o la misma Celestina.

## Estructura de la obra
El autor nos dice en el prólogo de la obra su identidad, el propósito de la escritura y cómo él ha decidido estructurarla:
En el nombre de la santa Trenidat, Padre, Fijo e Spiritu Santo, tres personas e un solo Dios verdadero, fazedor, hordenador, e componedor de todas las cosas, syn el cual nin puede ser bien fecha, nin finada, aviniendo por medianera, yntercersora, e abogada la humill syn manzilla virgen Santa María. Por ende, yo, Martýn Alfons de Toledo, bachiller en decretos, arcipreste de Talavera, e capellán de nuestro señor el rey de Castilla, don Juan -que Dios mantenga por luengos tiempos e buenos-, e aunque indigno, propuse de fazer un conpendio breve en romance para ynformación algund tanto de aquellos que les pluguiere leerlo, e leýdo retenerlo, e retenido por obra ponerlo; e specialmente para algunos que non han follado el mundo, ni han bevido de sus amargos bevrages, nin han gustado de sus viandas amargas, que para los que saben e an visto, sentydo, e hoydo non lo escrivo nin digo, que su saber les abasta para se defender de las cosas contrarias. E va quatro principales partes diviso. En la primera fablaré de reprobación de loco amor, e en la segunda diré de las condiciones algund tanto de las viciosas mugeres, e en la tercera proseguiré las conplisyiones de los ombres: quáles son, e qué virtud tyenen para amar o ser amados; en la quarta concluyré reprobando la común materia de fablar de los fados, ventura, fortuna, sygnos, e planetas, reprobada por la santa madre Yglesia e por aquellos en que Dios  dio sentydo, seso e juycio natural, e entendimiento racional: esto por quanto algunos quieren dezir, que, sy amando pecan, que su fado o ventura ge lo procuraron.

### Primera parte: Reprobación del loco amor.
Parte 1 (19 capítulos):
a) Capítulos del 1 al 17: paráfrasis de Capellanus. De amore. No se desvía de la obra, pero va acompañando el contenido del De amore sobre comentarios y opiniones personales;  lecturas propias; giros y expresiones populares que acercan al lector; rodeos ejemplificadores;   modificación estilística de la fuente.
b)  Capítulo 18: Resumen del amor de la mujer como amor engañoso. Funciona a modo de conclusión de la parte anterior.
c)  Capítulo 19: Introducción al tema acerca del que ama desordenadamente, que incumple los 10 mandamientos y comete los 7 pecados capitales. Sirve de introducción de la siguiente parte y avanza lo que va a explicar.
Parte 2:
a)  Capítulos del 20 al 29: 10 mandamientos. Mandamiento-ejemplo
b) Capítulos del 30 al 36: 7 pecados capitales. Pecado-ejemplo
c) Capítulo 37: El que ama pierde todas las virtudes
d) Capítulo 38: La conclusión y anuncio de la 2.ª parte sobre que por amar vienen todos los males. (Tiene la misma estructura que en la parte anterior).
Tiene partes muy elevadas y va atrapando al lector con historias de ejemplos (exempla, anécdota de las que se dice testigo, etc) para apoyar sus tesis, mete también chascarrillos. En las partes que sirven de introducción, emplea recursos de los sermones.

### Segunda parte: Condiciones de las mujeres viciosa.
En esta parte, se centra más en los ejemplos y su desarrollo. Pone defectos de las mujeres y por cada defecto, pone un ejemplo.
Se recrea la cotidianidad pecaminosa del ser humano. Sigue a Capellanus (De amore) en esta segunda parte, enumera los vicios (trece en total) y los va desarrollando con los ejemplos. Lo que en Capellanus son pequeñas citas, él realiza grandes amplificatios y crea historias desarrolladas.
Amplificationes mediante:
1.  Exempla: 10 cuentos (organizados según defectos), viñetas narrativas (no se corresponden a un modelo literario, demuestra capacidad del arcipreste para crear y generar valor literario a las citas de Capellanus)
2. Escenas de carácter descriptivo (comportamientos y actitudes de las mujeres)
3. Anécdotas (que él según dice ha vivido estando en Aragón): impregnadas de catalanismo, demostrando esfuerzos por recrear el habla de la zona. Más verosimilitud a las escenas.
A partir de sus características lingüísticas  conocemos la zona a la que pertenecen. Los rasgos estilísticos diferenciados son las individualizaciones de las diferentes mujeres, aunque lo percibamos hoy en día como un mismo tipo.

### Tercera parte: Complexiones de los hombres.
Los defectos de los hombres sirven de excusa para las maldades de las mujeres.
Contiene la "Teoría de los humores". Relaciona cada tipo de hombre con un signo:
1.      Presenta la materia:
2.      Descripción del hombre sanguíneo – aire.
3.      Descripción del hombre colérico - fuego.
4.      Descripción del hombre flemático - agua.
5.      Descripción del hombre melancólico - tierra.

### Cuarta parte: Reprobación de los hados.
Se da la reprobación de la creencia en los hados, los signos y los planetas. También habla de las beguinas (alcahuetas) y los begardos (monjes y monjas heterodoxos, de prácticas cuestionable, actividades sexuales entre ellas).
Habla de las dos vertientes que se pueden tomar al desviarse de Dios. Por un lado, la realidad humana que lo propicia (todos las partes anteriores) y otra, la realidad divina y espiritual (cuarta parte). El amor humano (realidad humana) y la creencia en los hados (realidad espiritual) son los dos caminos para distanciarse de Dios. En esta parte encontramos dialogismo.

## Temas
A lo largo de la obra se tratan tres temas principales, estos serían la misoginia, la lujuria y el odio.

### La misoginia.
Los diferentes resortes literarios e ideológicos que utiliza Alfonso Martínez de Toledo para designar al género femenino como el germen del mal constituyen un testimonio muy completo para percibir su influencia en las concepciones misóginas medievales. La configuración de tratados de carácter misógino llevó a la estigmatización de la figura femenina, ocupando el tema de la mujer una posición destacada en la historia de la literatura medieval hispánica. Las ideas negativas sobre la mujer, un ser que se asociará al mal, a la oscuridad, a la imperfección, a la suciedad y al engaño, adquieren entre los siglos XIII y XV una fuerza de gran magnitud.

### La lujuria.
El «loco amor» es el causante directo de los males que acucian al ser humano. Así, por ejemplo, provoca enfermedades, locura e, incluso, la muerte. Este concepto del amor, procedente de la tradición eclesiástica, carga las tintas contra los encuentros fuera del matrimonio, clasificándolos de inmorales y pecaminosos. En la lujuria reside la perdición del hombre porque en ella se resumen y encuentran el resto de los vicios capitales. Además se constituye, incluso para el arcipreste, como «un valor fundamental en la formación del individuo». De este modo, el que goza de un amor desordenado es soberbio, avaricioso, envidioso y peca de gula, todo eso debido a la lujuria.
La estructura que ha seguido a lo largo de esta primera parte de la obra, articulando y poniendo en juego los malos efectos que el «loco amor» produce en el hombre, trasluce una clara influencia del púlpito. No obstante, existe algo que mueve los hilos por detrás de la pasión camal, un agente que se dedica a cautivar al hombre con sus encantos hasta conseguir que éste acabe siendo ineludiblemente seducido. Y esa especie de intermediario terrenal es la mujer, pero no cualquiera, sino sólo la que se vale de las malas artes. Ahí radica precisamente el problema para Martínez de Toledo: «la mujer es lujuriosa por naturaleza, la gran tentadora, capaz de arrastrar al hombre -incapaz de resistirse ante sus encantos- al abismo de la pasión» (Rábade Obradó 1988: 261-301). Se trata de un auténtico agente diabólico que engloba dentro de sí la más cruel vileza que el ser humano puede llegar a imaginar.

### El odio.
El mismo autor, rara vez muestra amargura contra quienes ataca; tan solo las alcahuetas y los homosexuales se hallan diseñados en la obra con tintas de auténtico odio; en los restantes casos las acusaciones van acompañadas de humor.
Por la extraordinaria expresividad de su estilo, el Corbacho tiene un gran valor. Contiene un interesantísimo reflejo de la vida cotidiana, dando especial enfoque a las costumbres femeninas, descubriendo sus más íntimos entresijos. El Corbacho es un libro fundamental del siglo XV español.

## Estilo
Es digno de atención el procedimiento bastante común en los sermones de la época con la presentación del lenguaje popular en todo su realismo. No se trata solo de reproducir tan sólo algunos rasgos fonéticos propios de esta clase de habla, sino que hay una intención del escritor por producir la sensación de que estamos presenciando un auténtico diálogo de la gente del pueblo. Tan impresionantes como estas representaciones del lenguaje popular son sus pasajes plenamente satíricos: el amante pavoneándose por toda la ciudad, la mujer con adornos que le habían prestado…No nos hallamos frente a un mero asunto de lo que el autor ha visto u oído, sino frente a una auténtica elaboración artística en la que producen un efecto máximo la selección y el énfasis.
El Corbacho recoge una serie de retratos y caracterizaciones psicológicas –y sobre todo lingüísticas– sumamente logradas. Esto se debe a la gran cantidad de descripciones tanto humanas como sociales. Martínez de Toledo da voz a sus personajes en los diálogos y, especialmente, en los monólogos que figuran en la obra (reconocidos entre los más célebres de la literatura española). Estamos ante uno de los primeros intentos literarios destinados a reproducir el habla espontánea.

Numerosos estudiosos coinciden al opinar que el Corbacho posee un indudable tono coloquial. El estilo directo omnipresente en los capítulos donde se mimetiza el discurso femenino contribuye al carácter oral de la obra:
Y así la mujer se esconde de su marido, como la amigada de su amigo, la hermana del hermano y la prima del primo. Y demás, por mucho que tengan siempre están llorando y quejándose de pobreza: “No tengo, no alcanzo, no me precian las gentes nada. ¿Qué será de mí, cuitada?” Y si alguna cosa de lo suyo despende, cualquier poco que sea, esto primeramente mil veces lo llora, mil zaheríos da por ello antes y después. Así les contece como hizo a los dos sabios Epicuro y Primas sino beber, pensando que no haber otro dios de natura sino comer y beber; y en estos fenecieron sus días todos. Así la mujer piensa que no hay otro bien en el mundo sino haber, tener, guardar y poseer, con solícita guarda condensar, lo ajeno francamente despendiendo y lo suyo con mucha industria guardando.↵↵Donde por experiencia verás que una mujer en comprar por una blanca más se hará oír que un hombre en mil maravedís. Ítem, por un huevo dará voces como loca y henchirá a todos los de su casa de ponzoña: “¿Qué se hizo este huevo? ¿quién lo tomó? ¿quién lo llevó? ¿a dó le este huevo? Aunque vedes que es blanco, quiçá negro será hoy este huevo. Puta, fija de puta, dime: ¿Quién tomó este huevo? ¡Quien comió este huevo comida sea de mala ravia: cámaras de sangre, correncia mala le venga, amén! ¡Ay huevo mío de dos yemas, que para echar vos guardava yo! ¡Que de uno o de dos haría yo una tortilla tan dorada que complía mis verguenzas. E no vos endurava yo comer, e comióvos agora el diablo. ¡Ay, huevo mío, qué gallo e qué gallina salieran de vos! Del gallo fiziera capón que me valiera veinte maravedises, e la gallina catorze; o quiça la echara e me sacara tantos pollos e pollas con que pudiera tanto multiplicar, que fuera causa de me sacar el pie del lodo. Agora estarme he como desaventurada, pobre como solía. ¡Ay, huevo mío, de la meajuela redonda, de la cáscara tan gruesa! ¿Quién me vos comió? ¡Ay, puta Marica, rostros de golosa, que tú me as lançado por puertas! Yo te juro que los rostros te queme, doña vil, suzia, golosa! ¡Ay huevo mío! Y ¿qué será de mí? ¡Ay, triste, desconsolada! ¡Ihus, amiga! Y ¿cómo non me fino agora? ¡Ay, Virgen María! ¿cómo no rebienta quien vee tal sobrevienta? ¡Non ser en mi casa mesquina señora de un huevo! ¡Maldita sea mi ventura e mi vida sinón estó en punto de rascarme o de me mesar toda! ¡Ya, por Dios! ¡Guay de la que trae por la mañana el salvado, la lumbre e sus rostros quema soplando por la encender, e fuego fecho pone su caldera y calienta su agua, e faze sus salvados por fazer gallinas ponedoras, y que, puesto el huevo, luego sea arrebatado! ¡Ravia, Señor, y dolor de coraçón! Endúrolos yo, cuitada, e paso como a Dios plaze e liévamelos al huerco. ¡Ya, Señor, e liévame deste mundo; que mi cuerpo non goste más pesares nin mi ánima sienta tantas amarguras! ¡Ya, Señor, por el que tú eres, da espaçio a mi coraçón con tantas angosturas como de cada día gusto! ¡Una muerte me valdría más que tantas, ya por Dios!”. Y en esta manera dan bozes e gritos por una nada. Item si una gallina pierden, van de casa en casa conturbando toda la vezindat. “¿Dó mi gallina, la ruvia de la calça bermeja”, o “la de la cresta partida, cenicienta escura, cuello de pavón, con la calça morada ponedera de huevos? ¡Quien me la furtó, furtada sea su vida! ¡Quien menos me fizo della, menos se le tornen los días de la vida! ¡Mala landre, dolor de costado, ravia mortal comiese con ella!
El lenguaje, concebido ya en la época como instrumento al servicio de la razón, debía brotar de la boca de las mujeres a través de parloteos simples y banales. Debido a esto, las mujeres a las que el arcipreste presta su voz, hablan precisamente de temas superficiales: belleza, afeites, modas, etc. Su lenguaje es fuertemente emotivo, salpicado de abundantes alusiones al yo, a sus sentimientos y puntos de vista. Su discurso se llena de quejas y de auto-consolación.
Otra de las características léxico-semánticas más estudiadas, desde el punto de vista pragmático, son las invocaciones a Dios, la Virgen y los santos. Abundan las maldiciones y los juramentos, a pesar de que las mujeres nunca se han caracterizado por blasfemar, sino más bien por constantes invocaciones a Dios y a la Virgen.

## Testimonios
Se ha conservado el Corbacho en seis testimonios, de los que solo uno es manuscrito:
E Biblioteca del Monasterio de El Escorial (Madrid): ms. h.III.10 (olim III.M.14 y III.e.6.) los demás dos incunables y tres ediciones del siglo XVI:
S Sevilla, Meinardo Ungut y Estanislao Polono, 1498 (10 de mayo).
T Toledo, Pedro Hagembach, 1500 (20 de julio).
t Toledo, Arnao Guillén de Brocar, 1518 (26 de julio).
l Logroño, Miguel de Eugía, 1529 (28 de septiembre).
s Sevilla, Andrés de Burgos, 1547 (5 de febrero).
Nos ha llegado noticia de otras tres ediciones perdidas:
Sevilla, 1495.
Toledo, Pedro Hagembach, 1499 (29 de octubre).
Sevilla, 1512 (22 de enero).
El tratado tuvo mucho éxito en los siglos XV y XVI dado el número de ediciones encontradas; a estas y al manuscrito podemos añadir otras copias manuscritas.